# Wien Matzleinsdorfer Platz
Wien Matzleinsdorfer Platz egy ausztriai vasútállomás Bécs 10. kerületében, Favoritenben.

## Forgalom
| Vonal | Útvonal |
| ----- | --- |
| S1    | Wien Meidling – Wien Matzleinsdorfer Platz – Wien Hauptbahnhof 1-2 – Wien Quartier Belvedere – Wien Rennweg – Wien Mitte – Wien Praterstern – Wien Traisengasse – Wien Handelskai – Wien Floridsdorf – Wien Siemensstraße – Wien Leopoldau – Wien Süßenbrunn – Gänserndorf – Marchegg |
| S2    | Mödling – Wien Liesing – Wien Atzgersdorf – Wien Hetzendorf – Wien Meidling – Wien Matzleinsdorfer Platz – Wien Hauptbahnhof 1-2 – Wien Quartier Belvedere – Wien Rennweg – Wien Mitte – Wien Praterstern – Wien Traisengasse – Wien Handelskai – Wien Floridsdorf – Wien Siemensstraße – Wien Leopoldau – Gerasdorf – Wolkersdorf – Mistelbach (– Laa an der Thaya)                                                         |
| S3    | Wiener Neustadt Hauptbahnhof – Baden – Wien Liesing – Wien Atzgersdorf – Wien Hetzendorf – Wien Meidling – Wien Matzleinsdorfer Platz – Wien Hauptbahnhof 1-2 – Wien Quartier Belvedere – Wien Rennweg – Wien Mitte – Wien Praterstern – Wien Traisengasse – Wien Handelskai – Wien Floridsdorf – Wien Brünner Straße – Wien Jedlersdorf – Wien Strebersdorf – Stockerau – Hollabrunn                                        |
| S4    | Wiener Neustadt Hauptbahnhof – Baden – Wien Liesing – Wien Atzgersdorf – Wien Hetzendorf – Wien Meidling – Wien Matzleinsdorfer Platz – Wien Hauptbahnhof 1-2 – Wien Quartier Belvedere – Wien Rennweg – Wien Mitte – Wien Praterstern – Wien Traisengasse – Wien Handelskai – Wien Floridsdorf – Wien Brünner Straße – Wien Jedlersdorf – Wien Strebersdorf – Stockerau – Absdorf-Hippersdorf (– Tulln Stadt – Tullnerfeld) |
| S80   | Wien Hütteldorf – Wien Speising – Wien Meidling – Wien Matzleinsdorfer Platz – Wien Hauptbahnhof 9-12 – Wien Simmering – Wien Haidestraße – Wien Praterkai – Wien Stadlau – Wien Erzherzog-Karl-Straße – Wien Hirschstetten – Wien Aspern Nord |

## Megközelítése közösségi közlekedéssel
- Villamos:  1, 6, 18, 62, továbbá a  Wiener Lokalbahn
- Autóbusz:  14A
- Éjszakai autóbusz:  N6, N62